# Обанж
Обанж (на френски: Aubange) е селище в Южна Белгия, окръг Арлон на провинция Люксембург. Населението му е около 15 000 души (2006).